# Teenage Mutant Ninja Turtles: Shredder’s Revenge
Teenage Mutant Ninja Turtles: Shredder’s Revenge (с англ. — «Черепашки-ниндзя: Месть Шреддера») — компьютерная игра, сайд-скроллер в жанре beat ’em up, разработанная студией Tribute Games и изданная компанией Dotemu. Игра вышла 16 июня 2022 года для Windows, Linux, Nintendo Switch, PlayStation 4 и Xbox One. Версия для мобильных устройств iOS и Android вышла 10 января 2023 года эксклюзивно для подписчиков Netflix, а 15 апреля 2025 года мобильная версия игры стала доступна всем пользователям.
Shredder’s Revenge вдохновлена мультсериалом Черепашки-ниндзя 1987 года и стилистически заимствована из аркадных и домашних консольных игр, разработанных Konami в 80-х и 90-х годах. Персонажей игры озвучили оригинальные актёры озвучки из сериала 1987 года в своих ролях. Музыка была написана Ти Лопесом при участии гитариста Джонни Атмы, рэпера Mega Ran, певца Майка Паттона, а также Ghostface Killah и Raekwon из хип-хоп группы Wu-Tang Clan.
Teenage Mutant Ninja Turtles: Shredder’s Revenge получила всеобщее признание критиков, некоторые игровые издания назвали игру величайшей в жанре beat ’em up. Согласно агрегатору оценок Metacritic, Shredder’s Revenge получила «в целом благоприятные» отзывы, достигнув совокупных баллов в 80/100 с учётом всех платформ. Рецензенты дали высокие оценки пиксельной графике, игровому списку персонажей и боевой механике. Критика включала проблемы с качеством звука и короткую продолжительность сюжетного режима. 
31 августа 2023 года вышло DLC Dimension Shellshock, добавляющее новый режим игры и двух новых игровых персонажей: Усаги и Карай.
Так же 25 сентября 2024 года вышло второе DLC под названием Radical Reptiles, добавляющее новую музыку и двух новых игровых персонажей: Мондо Гекко и Мону Лизу.

## Игровой процесс
Shredder’s Revenge — боевик сайд-скроллер с пикселизированным художественным стилем. В игре игрок берёт на себя управление шестью персонажами на выбор: Леонардо, Донателло, Микеланджело, Рафаэль, Эйприл О’Нил, учитель Сплинтер и разблокируемым персонажем Кейси Джонс. Каждый персонаж имеет свои уникальные характеристики (дальность, скорость и сила) и играется по-разному. Помимо этого, каждый персонаж имеет уникальные суперприёмы и насмешки. По мере прохождения каждого этапа игрок будет находить коробки с пиццей, которые можно использовать для лечения игрока, и другие продукты, дающие игрокам дополнительную силу и бесконечные суперспособности на короткий период времени.
В игре представлены два разных режима: стандартный аркадный и сюжетный режим. В аркадном режиме у игроков есть только ограниченное количество жизней, и игра должна быть завершена за один присест. Режим истории позволяет игрокам обменять накопленные очки на здоровье, дополнительные жизни, дополнительные боевые приёмы и особую способность, именуемую в игре как «радикальный режим», которая временно улучшает боевые способности игрока. В режиме истории каждый этап также имеет дополнительный контент, испытания и предметы коллекционирования. В дополнение к режиму одиночной игры, поддерживается многопользовательский режим для шести игроков в режиме онлайн, а также для локального прохождения Игроки могут дать пять, чтобы поделиться здоровьем, или атаковать вместе, выполняя определённые движения.

## Сюжет
Леонардо, Микеланджело, Рафаэль и Донателло вместе с Эйприл О’Нил и мастером Сплинтером смотрят новости по телевизору. В этот момент их прерывает Бибоп, который объявляет, что Клан Фут вернулся и захватывает Статую Свободы. Герои идут в здание телецентра и находят Бибопа с головой тела андроида Крэнга, которого забирают в тот момент, когда те сражаются с Бибопом. Команда вступает в конфликт с оперативниками Клана Фут и другими противниками, преследуя Крэнга, обнаружив, что другие части тела Крэнга реконструируются. Их погоня приводит команду в Измерение X, где они сначала пробиваются через уже разрушенный Технодром, пока в конце концов не достигают нового логова своего врага и не сталкиваются с Шреддером и Крэнгом в их новых телах. Однако это была приманка, чтобы увести их из Нью-Йорка, пока Клан Фут превращали Статую Свободы в Статую Тирании, робота, которым управляет Крэнг. Черепахи возвращаются в Нью-Йорк и побеждают Крэнга и Супер Шреддера.
После битвы герои возвращаются в своё логово и смотрят новости о восстановлении города, разочаровываясь, увидев, что заслуга в этом принадлежит Панк-лягушкам. Черепашки вместе с Эйприл, Сплинтером и Кейси Джонсом празднуют свою победу пиццей.

## Разработка
Игра была разработана монреальской компанией Tribute Games. У команды был опыт работы над играми-драками в Ubisoft, такими как Scott Pilgrim vs. the World: The Game и TMNT. Nickelodeon впервые обратился к Dotemu после выхода Wonder Boy: The Dragon’s Trap с предложением разработать адаптацию одной из своих франшиз. Узнав, что Tribute Games предлагали Nickelodeon игру Teenage Mutant Ninja Turtles с 2010 года, компании решили работать вместе после встречи друг с другом на конференции разработчиков игр. Игра была вдохновлена мультсериалом 1987 года и аркадными играми 1990-х годов, такими как Teenage Mutant Ninja Turtles: Turtles in Time (1991). В то время как игра отдавала дань уважения старым играм, команда хотела модернизировать серию, внедрив различные улучшения, многопользовательскую онлайн-игру и локации, которых не было в предыдущих играх.
В игре присутствует озвучка с оригинальным актёрским составом сериала 1987 года: Кэм Кларк, Барри Гордон, Роб Полсен и Таунсенд Коулман повторяют свои роли. Саундтрек был написан Ти Лопесом, который известен своей работой над другими играми в стиле ретро, такими как Sonic Mania и Streets of Rage 4. Гитарист Джонни Атма, автор YouTube канала «GaMetal» предоставил свои гитарные записи для большей части саундтрека к игре и вокал для песни «Panic in the Sky!». Певец Майк Паттон был приглашён исполнить тематическую песню для игры. Американский рэпер Mega Ran записал вокал в треке «It’s a Pizza Party!», в то время как Ghostface Killah и Raekwon из хип-хоп группы Wu-Tang Clan были представлены в треке «We’t Came To Lose».

## Выпуск
10 марта 2021 года был выпущен первый трейлер игры, в котором команда сражается с такими классическими злодеями франшизы, как Рокстеди, Бибоп, и, конечно же, сам Шреддер. В нём также появляются учитель Сплинтер и Эйприл О’Нил. В рамках апрельского Nintendo Indie World Showcase игра была анонсирована для Nintendo Switch и был показан второй трейлер. В конце августа 2021 года вышел новый трейлер игры и стало известно, что Эйприл О’Нил будет пятым играбельным персонажем. В феврале 2022 года очередной трейлер показал, что Сплинтер будет играбельным персонажем. Релиз игры был запланирован на лето этого же года. В июне стало известно, что датой выхода стало 16 число месяца, а также был представлен геймплей ещё одного играбельного персонажа, Кейси Джонса. За пару часов до выхода игры из описания на странице Steam вырезали упоминание о русском и португальском языках без каких-либо пояснений. Позже, разработчики объяснили, что это было ошибкой со стороны издателя, а русский и португальский языки появятся в игре после выхода в ближайшее время.
Существует несколько лимитированных версий игры с ограниченным тиражом. Стандартное издание включает в себя: физическую копию игры, двустороннюю обложку, художественный буклет, лист наклеек со спрайтами и купон Pizza Hut, который можно использовать в США. Эксклюзивное издание для ПК включает в себя всё, что есть в стандартном издании, а также ретро-упаковку для ПК в большой коробке, USB-накопитель с игрой, стальной книжный футляр для игры и коврик для мыши. Классическое издание включает в себя всё, что есть в стандартном издании, а также обложку ретро-видеокассеты с кассетой для хранения игры и стальной книжный шкаф. Радикальное издание включает в себя всё, что есть в классическом издании, а также руководство по стратегии, плакат, фигурку, коробку с тенью, копию мини-игрового автомата, саундтрек на компакт-диске и блистерную упаковку.
Саундтрек к игре будет издан на компакт-диске и виниле лейблом Kid Katana Records. Для его продвижения 13 июня 2022 года была выпущена сингловая версия песни «We Ain’t Come To Lose».
В июне 2023 года к игре было анонсировано дополнение Dimension Shellshock, в котором появится Миямото Усаги.

## Отзывы
| Сводный рейтинг       | Сводный рейтинг                                    |
| Агрегатор             | Оценка                                             |
| --------------------- | -------------------------------------------------- |
| Metacritic            | (PC) 85/100 (NS) 87/100 (PS4) 85/100 (XONE) 88/100 |
| Иноязычные издания    |                                                    |
| Издание               | Оценка                                             |
| Destructoid           | 7,5/10                                             |
| EGM                   | [ 45 ]                                             |
| Game Informer         | 8,75/10                                            |
| GameSpot              | 8/10                                               |
| Hardcore Gamer        | 4,5/5                                              |
| IGN                   | 8/10                                               |
| Jeuxvideo.com         | 16/20                                              |
| Nintendo Life         | [ 51 ]                                             |
| Nintendo World Report | 9/10                                               |
| PC Gamer (US)         | 89/100                                             |
| Push Square           | [ 54 ]                                             |
| Shacknews             | 9/10                                               |
| Pure Xbox             | [ 56 ]                                             |
| Русскоязычные издания |                                                    |
| Издание               | Оценка                                             |
| Riot Pixels           | 70 %                                               |

Teenage Mutant Ninja Turtles: Shredder’s Revenge получила «в целом благоприятные» отзывы, согласно агрегатору рецензий Metacritic. В июле 2022 года Tribute Games и Dotemu объявили, что за первую неделю было продано более миллиона копий игры.
Критики в целом высоко оценили игру за привлекательную индивидуальность, анимацию, музыку, разные стили игры, приятный бой и многопользовательский режим. Некоторые игровые издания назвали Teenage Mutant Ninja Turtles: Shredder’s Revenge одной из лучших beat ’em up игр за всё время. Крис Мойз из Destructoid высоко оценил харизматичность игры и большое количество отсылок, написав: «Однако, где Shredder’s Revenge сияет ярче всего, так это в индивидуальности, в использовании потрясающей пиксельной анимации, придающей жизнь и очарование персонажам и их миру, а также в прочих мелочах: насмешках, бестолковых второстепенных персонажах и намёках на предыдущие TMNT игры, шоу и фильмы». Ричард Уэйклинг из GameSpot вручил игре 8 баллов из 10 и подметил, что «разнообразный дизайн уровней полон забавных деталей». Молли Л. Паттерсон из Electronic Gaming Monthly (EGM) считает, что игра превзошла качество игр, из которых она черпала вдохновение, и назвала её визуальные эффекты «безусловно лучшей особенностью игры», а также похвалила разнообразие сцен, внимание к мелочам, различные стили игры и персонажей. Сэм Стоун из Comic Book Resources посчитал, что TMNT: Shredder’s Revenge «мастерски сочетает в себе ностальгию и увлекательный геймплей». Николь Карпентер из Polygon отметила, что «игра вращается вокруг классических локаций». Маркус Стюарт из Game Informer похвалил проработку уровней, призванных стимулировать игроков к исследованию, и хаотичный стиль локальных многопользовательских развлечений в игре, заявив: «…Shredder’s Revenge даёт мне то, что я хотел: отточенный, весёлый геймплей, который играется лучше, чем оригинальные игры». Митчелл Зальцман из IGN дал игре 8 баллов из 10 и написал, что это «переосмысление аркадных beat-em-up игр про Черепашек-ниндзя, созданное с любовью одним из лучших разработчиков игр в жанре beat-em-up на сегодняшний день».
Том Мэсси из Nintendo Life был впечатлён визуальными эффектами игры и написал: «Знакомые локации представлены со свежим, любящим вниманием к деталям, великолепным цветом и аутентичным мультяшным колоритом, всё это сочетается с отличным визуальным повествованием», а также высоко оценил разнообразие сцен и врагов, всесторонне проработанный мир и саундтрек «sterling». Доминик Тарасон из PC Gamer поставил игре оценку 79 из 100, положительно отозвался об отдельных локациях и персонажах, сказав: «Декорации редко повторяются, что впечатляет, учитывая, что Shredder’s Revenge примерно в четыре раза длиннее Turtles in Time и гораздо более детально проработан», особенно похвалив индивидуальную анимацию каждого из персонажей. Push Square похвалил мультиплеер и кооперативный режимы игры, назвав их одним из лучших в beat ’em up играх. Ти Джей Дензер из Shacknews сказал, что Shredder’s Revenge был одним из лучших beat ’em up, в которые он когда-либо играл в своей жизни, и написал: «Каждого персонажа интересно исследовать, музыка останется в вашей голове ещё долго после того, как вы пройдёте игру, и даже если игра покажется немного короткой, есть много причин вернуться в неё вновь».
Хотя критики в целом положительно оценили игру, они отнеслись к некоторым её элементам с критикой. Destructoid посчитали, что, хотя Shredder’s Revenge действительно проработана во многих мелочах, особенно по сравнению с другими играми beat ’em up, она мало что привнесла в жанре, и сочли её боевую механику менее точной, чем в Streets of Rage 4. EGM раскритиковал низкое качество звука в игре и написал: «Весь звук в этой игре разочаровывает… В некоторых местах озвучка звучит действительно неуместно. Атакам часто не хватает того звука, который должен быть при ударе противника. Взрывы звучат анемично… Некоторые звуковые эффекты просто ужасны». Game Informer и GameSpot выразили обеспокоенность короткой продолжительностью игры, повторяющимися побочными миссиями и отсутствием визуальной чёткости во время более насыщенных многопользовательских сессий. IGN и Nintendo Life отметили в качестве недостатка отсутствие разнообразия в дизайне уровней игры, что заставляет игру казаться повторяющейся ближе к концу. PC Gamer выразил недовольство пустым сюжетным режимом, уровнями сложности и системой прокачки, а также ничем не примечательными побочными квестами.